# Split levels
Split levels (ang.) – układ kondygnacji w budynku polegający na ich wzajemnym zazębianiu się. Najczęściej spotykaną formą jest przesunięte o wysokość połowy kondygnacji położenie stropów jednej połowy rzutu budynku w stosunku do drugiej, przy czym poszczególne półpiętra mogą tworzyć odrębne jednostki funkcjonalne lub stanowić całość. Taki układ ma Dom dla samotnych zbudowany dla wystawy WUWA we Wrocławiu w 1929.

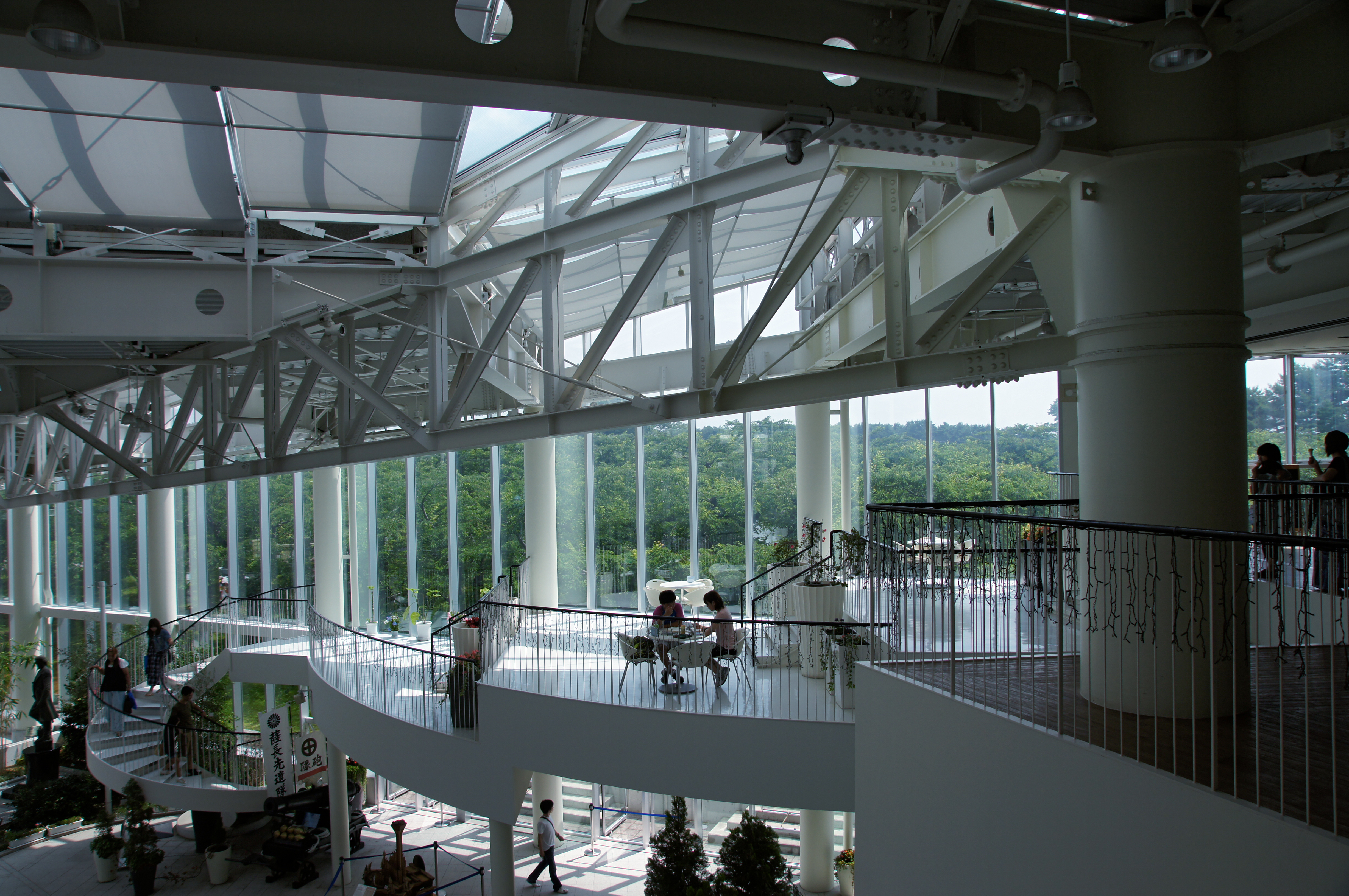
Split Levels w wieży Goryōkaku w Hakodate w Japonii

Temat split levels był popularny w architekturze modernizmu krytycznego i poszukującego, z lat 50. i 60. XX w. W Polsce rozwiązanie to spotyka się w domach jednorodzinnych.